# 周于蕃
周于蕃，字载播，号岳夫，湖北蒲圻县人，明代医家，生平不详。

## 著作
《小儿推拿秘诀》(又名《秘传男女小儿科推拿秘诀》、《小儿科推拿仙术秘诀》、《推拿仙书》)为明•周于蕃著，于明代万历三十三年(1605)刊行。本书介绍了儿科望诊、儿科常见病的四诊八候、推拿手法、惊疾和杂病治疗等，内容涉及小儿生理、病理特点、诊断、治疗方法和病后调理等方面。

## 其他
- 中醫
- 针灸
- 蒲辅周
- 施今墨
- 錢伯煊
- 西苑醫院